# Sloop-of-war

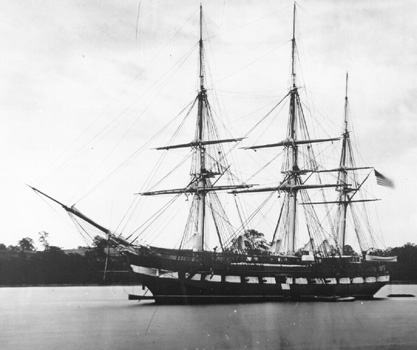
La USS Constellation, uno sloop-of-war della United States Navy.

Lo sloop-of-war è, secondo la terminologia nautica militare usata nei Paesi anglosassoni, una qualunque nave da guerra non classificata secondo il sistema inglese di classificazione delle navi della Royal Navy (dal primo al sesto ordine) avendo meno di 18 cannoni, a prescindere dal suo numero di alberi e dalla tipologia di vele.

## Le origini
All'inizio, venivano definite corvette le navi non classificate armate a nave, cioè con tre alberi a vele quadre, mentre gli altri tipi erano appunto classificati come sloop-of-war; in ogni caso il comando era affidato ad un master and commander, equivalente ad un capitano di corvetta, mentre il post captain equivaleva al capitano di vascello (che poteva comandare anche una fregata).
La terminologia nautica del XIX secolo prevedeva che la classificazione fosse relativa alla potenza di fuoco della nave, e non al tipo di armamento, dove per armamento si intende il numero di alberi, se a vele quadre o latine o misto (infatti esisteva anche il mistico come tipo di nave). Quindi in teoria anche una fregata, cioè una unità con oltre venti cannoni (secondo gli inglesi), teoricamente poteva essere un brigantino, più probabilmente un brigantino a palo, cioè con alberi di maestra e trinchetto a vele quadre e mezzana a vele auriche. Inoltre un brigantino ha solo vele quadre, mentre una corvetta poteva anche essere armata a sciabecco, o a senale, o a vele auriche, o a polaccone e via discorrendo.
Tra le navi classificate come sloop-of-war troviamo anche navi di notevoli dimensioni, come la USS Constellation in figura.

## La seconda guerra mondiale

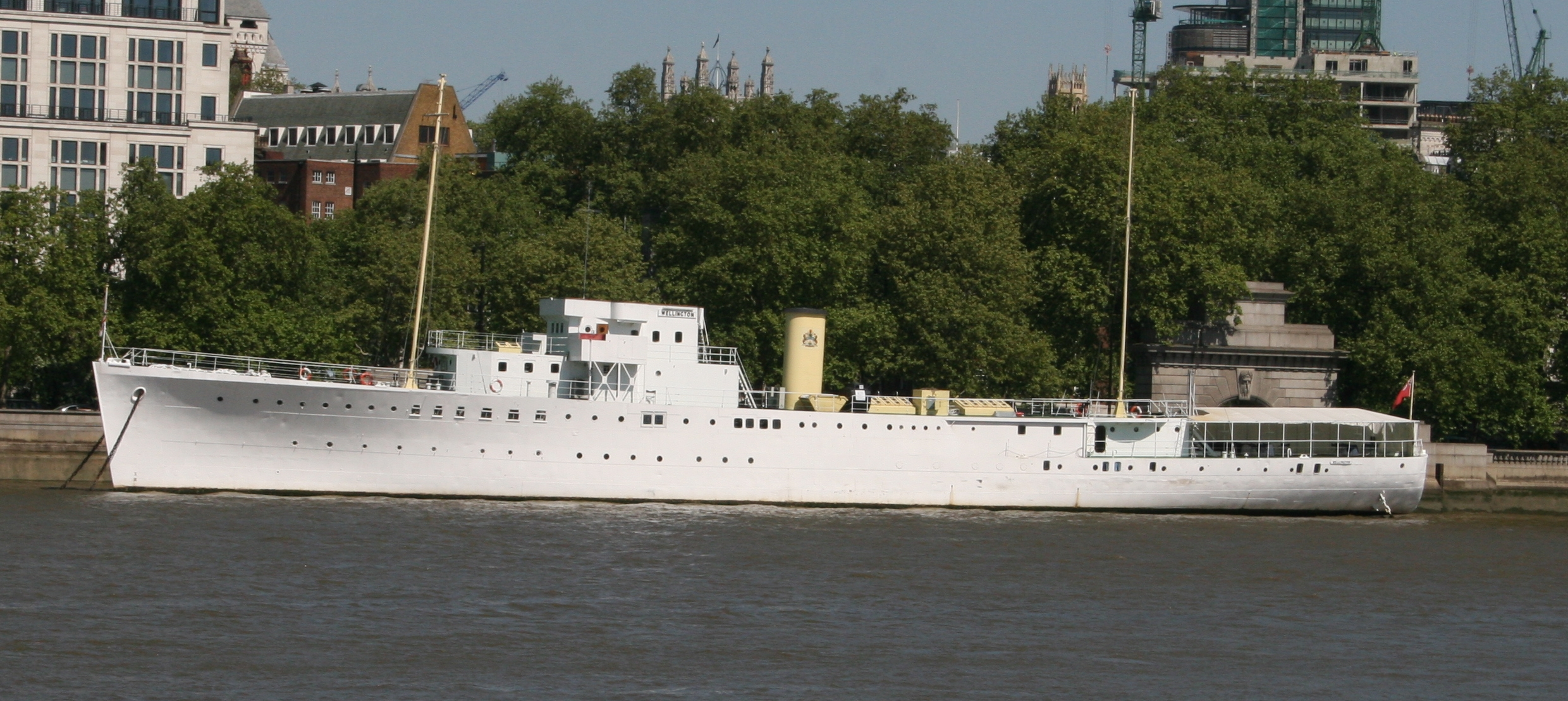
La HMS Wellington della classe Grimsby, varato nel 1934, ora ancorato sul Tamigi.

Il termine in area anglosassone è usato anche nell'era della navigazione a motore, dalla seconda guerra mondiale dove le navi della classe Flower e classe Black Swan (in Italia definite corvette) vennero classificate appunto come sloop-of-war. Anche cacciamine, dragamine e spazzamine vennero classificati in questo modo.